# Cardiomiopatía isquémica
La miocardiopatía isquémica es un tipo de miocardiopatía causada por un estrechamiento de las arterias coronarias que irrigan las paredes del corazón. Se suele presentar con antecedentes de infarto agudo de miocardio,sin embargo, puede ocurrir en pacientes con enfermedad de las arterias coronarias sin infartos previos. Esta miocardiopatía es una de las principales causas de la muerte súbita cardíaca. Consiste en el desarrollo de una isquemia (anemia local debida a una obstrucción mecánica del suministro de sangre y consecuentemente la anoxia del tejido afectado).

## Signos y síntomas
Los síntomas de la miocardiopatía isquémica incluyen fatiga aguda, dificultad para respirar, mareos y palpitaciones.

## Causa
La miocardiopatía isquémica es la causa de más del 60% de todos los casos de insuficiencia cardíaca congestiva sistólica en la mayoría de los países del mundo. Una radiografía de tórax que muestre calcificación de la arteria coronaria es una indicación probable de miocardiopatía isquémica.Otras causas pueden ser: 
- Diabetes
- Aterosclerosis
- Vasoespasmos
- Inflamación de las arterias

## Fisiopatología
La miocardiopatía isquémica es causada por un flujo sanguíneo insuficiente a la capa muscular del corazón debido a un estrechamiento de las arterias coronarias, creando una ausencia del oxígeno necesario y provocando la muerte celular. Esto puede causar diferentes niveles de lesión tisular y afectar tanto a las arterias grandes como a las intermedias.

## Diagnóstico
La miocardiopatía isquémica se puede diagnosticar mediante un protocolo de imágenes por resonancia magnética (MRI), que permite obtener imágenes de la función global y torácica. También se utiliza la técnica Look-Locker para identificar fibrosis difusa; y así determinar el alcance de la lesión. Algunos argumentan que sólo la enfermedad de la arteria anterior descendente izquierda proximal es relevante para los criterios de diagnóstico de miocardiopatía isquémica. Las imágenes del miocardio suelen demostrar dilatación del ventrículo izquierdo, disfunción ventricular grave e infartos múltiples. Los signos incluyen insuficiencia cardíaca congestiva, angina, edema, aumento de peso y desmayos, entre otros.

## Tratamiento

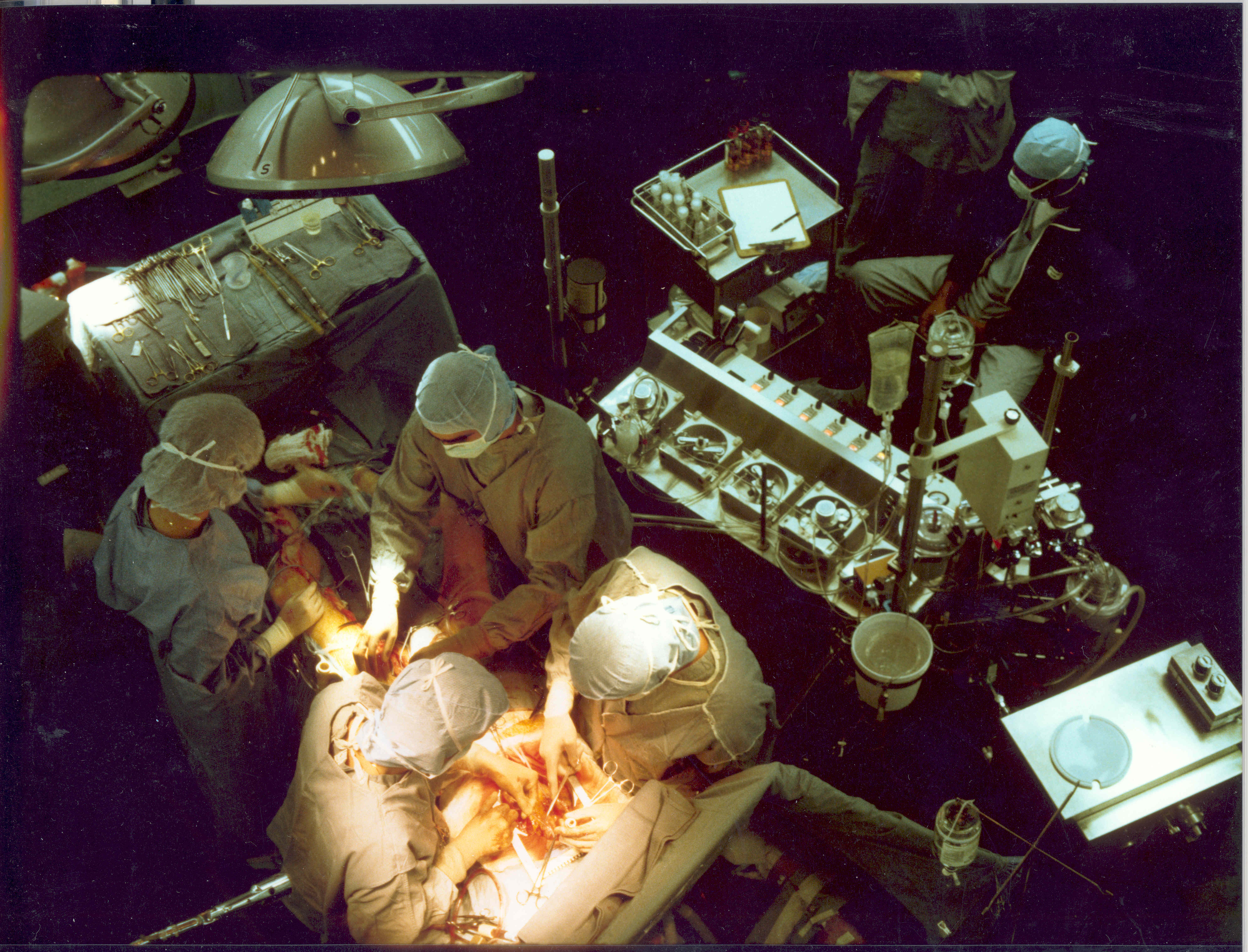
Cirugía de baipás coronario

La recuperación después de una cardiopatía isquémica depende mayormente de la rapidez al restaurar el flujo sanguíneo adecuado al músculo cardíaco; algunas investigaciones muestran tasas de supervivencia de hasta el 75% en 5 años. Un estudio con células madre indicó que el uso de células madre cardíacas autólogas como método regenerativo para el corazón humano (después de un ataque cardíaco ) tiene un gran potencial.
Las pautas de práctica de la American Heart Association recomiendan el uso de desfibrilador automático implantable (DAI) en personas con miocardiopatía isquémica (40 días después de un infarto de miocardio) de clase funcional I (NYHA) de la New York Heart Association. Una medición de la FEVI de más de (>) 30% se utiliza a menudo para diferenciar la miocardiopatía primaria de la isquémica y como indicador de pronóstico.
Un estudio de 2004 mostró que los pacientes que se sometieron a una restauración ventricular así como a un baipás de arteria coronaria lograron una FEVI postoperatoria mayor que únicamente con el baipás. Los casos graves de CI se tratan con un trasplante de corazón.

## Pronóstico
La principal diferencia de la miocardiopatía isquemica frente al resto de miocardiopatías es la mortalidad mayor en estos pacientes. Según varios estudios, la cirugía de revascularización coronaria tiene una ventaja de supervivencia sobre el tratamiento médico en múltiples revisiones posoperatorias.

## Otras lecturas
- Likoff, Jessup Mariell, Chandler Sheryl L., Kay Harold R. (1987). «Clinical determinants of mortality in chronic congestive heart failure secondary to idiopathic dilated or to ischemic cardiomyopathy». The American Journal of Cardiology 59 (6): 634-638. PMID 3825904. doi:10.1016/0002-9149(87)91183-0.
- Carmeliet Peter (1999). «Impaired myocardial angiogenesis and ischemic cardiomyopathy in mice lacking the vascular endothelial growth factor isoforms VEGF164 and VEGF188». Nature Medicine 5 (5): 495-502. PMID 10229225. doi:10.1038/8379.
- Menasché Philippe (2008). «The myoblast autologous grafting in ischemic cardiomyopathy (MAGIC) trial first randomized Placebo-controlled study of myoblast transplantation». Circulation 117 (9): 1189-1200. PMID 18285565. doi:10.1161/circulationaha.107.734103.
- Beltrami Carlo Alberto (1994). «Structural basis of end-stage failure in ischemic cardiomyopathy in humans». Circulation 89 (1): 151-163. PMID 8281642. doi:10.1161/01.cir.89.1.151.

- Datos: Q12075432